# Joachim Sauter

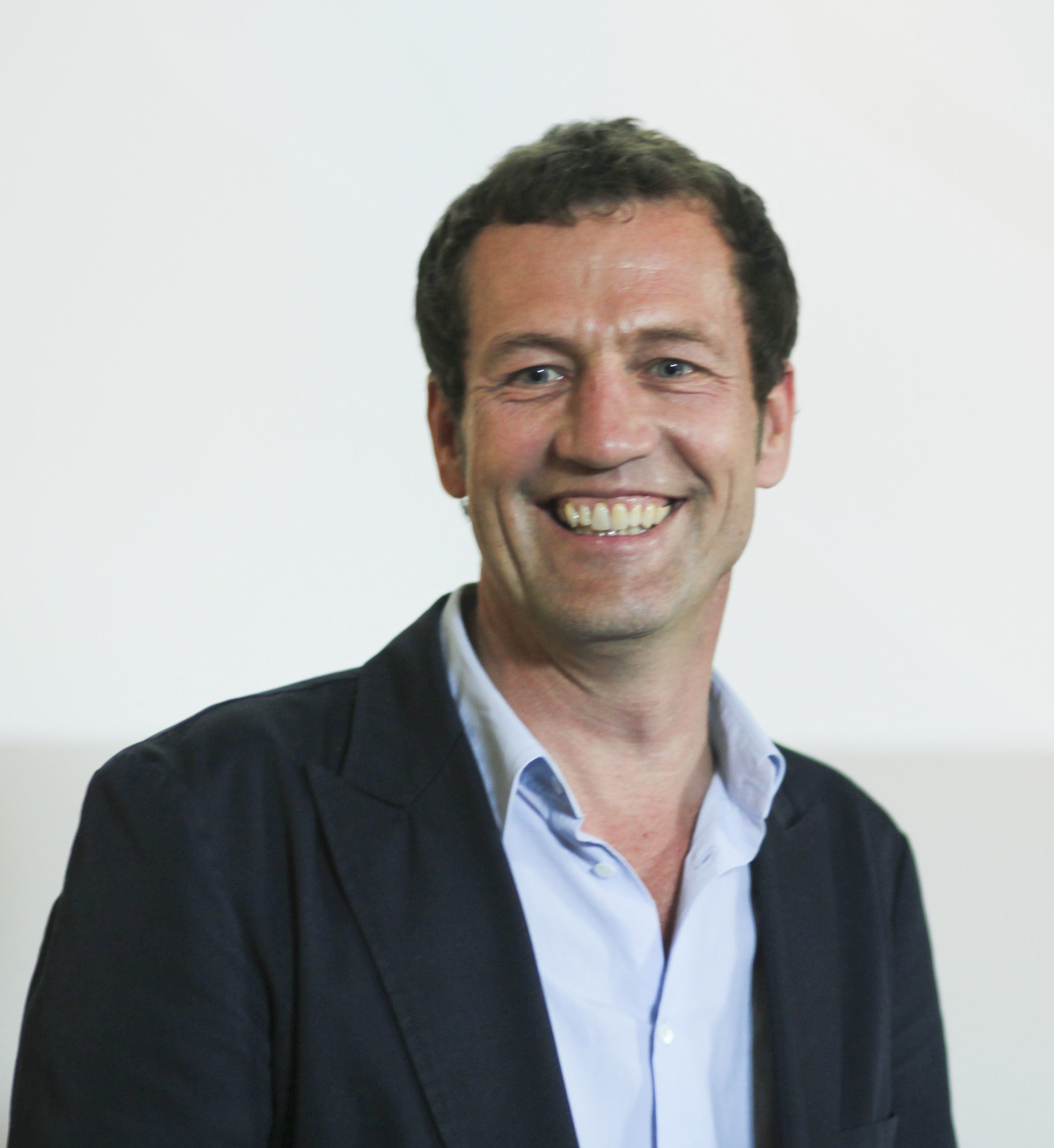
Joachim Sauter (2010)

Joachim Sauter (* 16. Mai 1959 in Schwäbisch Gmünd; † 10. Juli 2021) war ein deutscher Medienkünstler und -gestalter. Er gilt als Pionier der Neuen Medien.

## Leben
Sauter studierte Gestaltung an der Hochschule der Künste Berlin und an der Hochschule für Gestaltung Schwäbisch Gmünd sowie Regie und Kamera an der Deutschen Film- und Fernsehakademie Berlin. Seit Beginn seiner künstlerischen und gestalterischen Tätigkeit beschäftigte er sich mit dem Computer als Werkzeug und Medium. Mit seinen Arbeiten hat er den Bereich der Neuen Medien mitgeprägt. 1988 gründete Sauter gemeinsam mit anderen Künstlern, Designern, Wissenschaftlern und Programmierern das Gestaltungsbüro für Neue Medien ART+COM in Berlin. Ziel war es, das Medium Computer im Bereich Kunst und Design zu erforschen. Ab 1991 bis zu seinem Tod war Joachim Sauter Professor für Kunst und Gestaltung mit digitalen Medien an der Universität der Künste, Berlin, ab 2001 zudem Adjunct Professor für Mediengestaltung und Medienkunst an der University of California, Los Angeles. 2017 war er Praxisstipendiat der Deutschen Akademie Rom Villa Massimo.
Joachim Sauter lebte in Berlin und starb im Juli 2021 nach schwerer Krankheit. Sein Grab befindet sich auf dem Dorotheenstädtischen Friedhof.

## Auszeichnungen
- 1998 Prix Ars Electronica

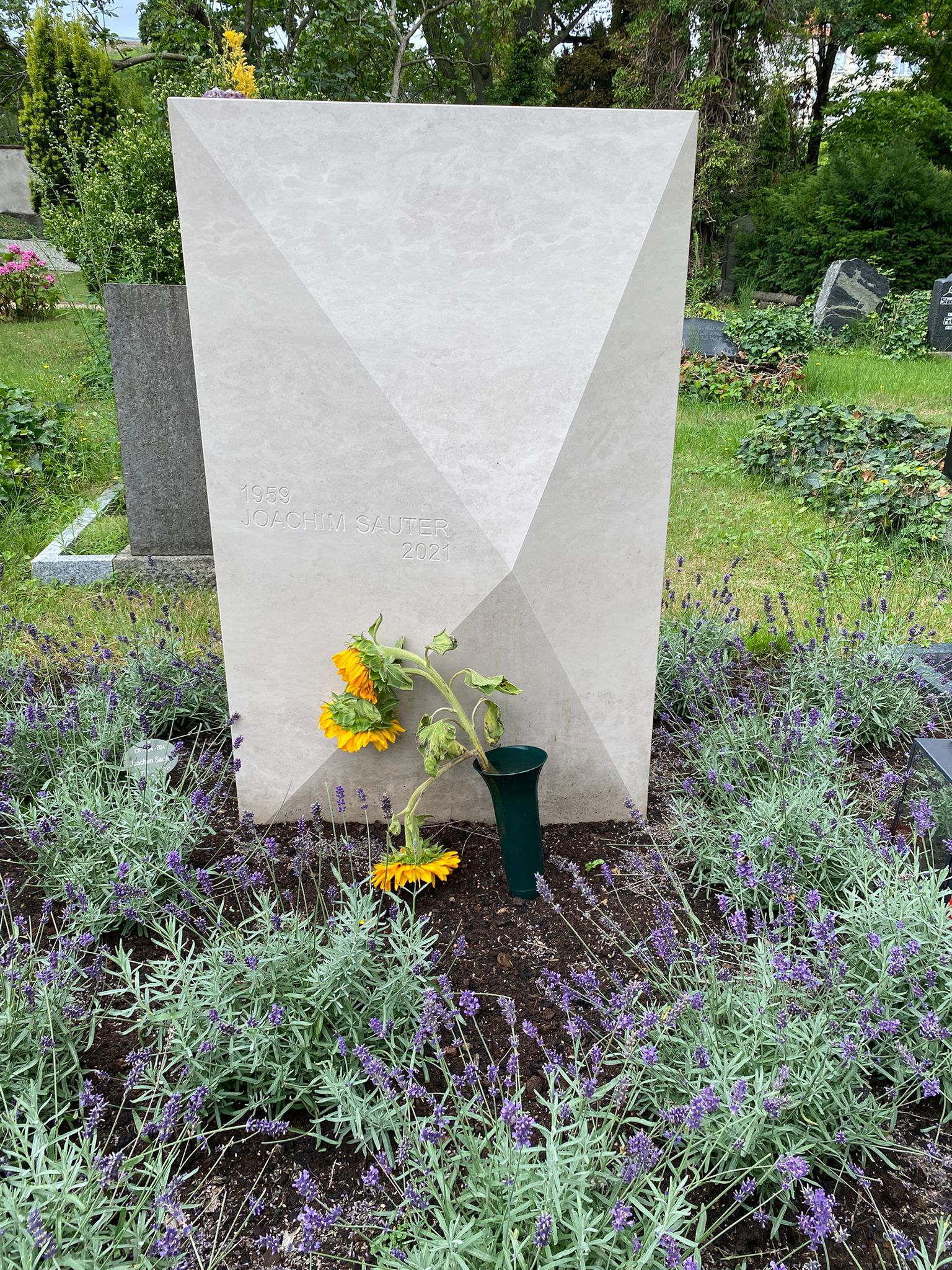
Grabstätte

- 2002 Bafta Interactive Environment Award
- 2009 Design and Art Direction (D&AD) Award
- 2010 Designpreis der Bundesrepublik Deutschland in Gold[4]
- 2011 Red Dot Communication Design Award
- 2012 Cannes Lions Award

## Projekte mit ART+COM (Auswahl)
- 1992 „Zerseher“ – interaktive Installation
- 1994 „terravision“ – interaktive Installation
- 1995–2021 „The Invisible Shapes of Things Past“ – architektonische Skulpturen aus Filmen
- 1995–2021 „timescope“ – interaktive Installation
- 1999–2002 „Der Jude von Malta“ – mediales Bühnenbild
- 2002 „Behind the Lines“ – interaktive Installation
- 2004 „floating.numbers“ – interaktive Tischinstallation
- 2004 „Austrian Flag“ – interaktive Fahne
- 2005 „documenta mobil“ – mobile Ausstellung
- 2007 „Duality“ – interaktive Installation im öffentlichen Raum, Tokio
- 2008 „Kinetic Sculpture“ – kinetische Skulptur
- 2008 „Sphären“ – Mediatektur
- 2010 „Greifpendel“ – interaktive kinetische Installation
- 2011 „Anamorphic Mirror“ – anamorphische Installation
- 2012 „Kinetic Rain“ – kinetische Skulptur
- 2013 „Symphonie Cinétique – The Poetry of Motion“ – Ausstellung / Performance in Kollaboration mit Ólafur Arnalds
- 2021 „AION“ – kinetische Skulptur im Konzertsaal der Universität der Künste Berlin[5]

## Ausstellungen (Auswahl)
- 1992 „Manifeste“, Centre Pompidou, Paris, Frankreich
- 1993 „Artec“, Museum of Modern Art, Nagoya, Japan
- 1995 „Anew Europe“, Venedig Biennale, Italien
- 1996 „Wunschmaschine, Welterfindung“, Kunsthalle Wien, Österreich
- 1996 „Under the Capricorn“, Steijdilik Museum, Amsterdam, Holland
- 1998 „Portable Sacred Grounds“, ICC, Tokio, Japan
- 2001 „Invisible“, Museum of Modern Art, Porto, Portugal
- 2003 „Future Cinema“, ZKM, Karlsruhe, Deutschland/Lille, Frankreich
- 2004 „Navigator“, National Museum of Fine Arts, Taichung, Taiwan
- 2005 „Sao Paulo Architektur-Biennale“, Brasilien
- 2006 „Architektur-Biennale Venedig“, Deutscher Pavillon, Italien
- 2006 „Shanghai Biennale“, China
- 2006 „Digital Transit“, ARCO, Madrid, Spanien
- 2007 „Vom Funken zum Pixel“, Martin-Gropius-Bau, Berlin, Deutschland
- 2008 „on cities“, Arkitekturmuseet, Stockholm, Schweden
- 2010 „moving spaces“, Alva Aalto Museum, Aalborg, Dänemark
- 2011 „Matter Light II“, Borusan Center for Culture and Arts, Istanbul, Türkei
- 2013 „LeBains“, Paris, Frankreich
- 2017 „Poetic Structures“, InterCommunication Center Tokyo, Japan

## Veröffentlichungen
- Joachim Sauter, Susanne Jaschko, Jussi Ängeslevä: ART+COM: Media Spences and Installations. Berlin: Die Gestalten Verlag, 2011. ISBN 978-3-89955-285-0.[6]